# ويلز في العصور الوسطى

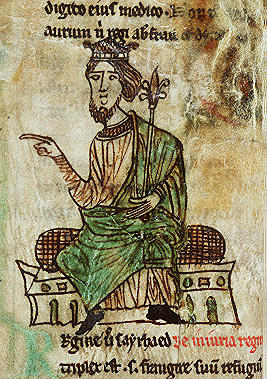

تغطي ويلز في العصور الوسطى تاريخ المنطقة التي تُسمى اليوم ويلز، منذ مغادرة الرومان في أوائل القرن الخامس وحتى ضم ويلز إلى مملكة إنجلترا في أوائل القرن السادس عشر.

## العصور الوسطى المبكرة 411 -1066
عندما سُحبت الحامية الرومانية التابعة لبريطانيا في عام 410، تُركت مختلف الولايات البريطانية للحكم الذاتي. أتى الدليل على استمرار التأثير الروماني -بعد رحيل القوافل الرومانية- من خلال حجر منقوش في السجل التاريخي لمدينة جوينيد بين أواخر القرن الخامس ومنتصف القرن السادس، لإحياء ذكرى كانتيوريكس الذي وُصف بأنه مواطن من مدينة جوينيد وابن عم رجل القضاء ماجلوس. كان هناك استعمار إيرلندي ضخم في مقاطعة دايفد، حيث يوجد العديد من الأحجار المنقوشة بنقش أوغهام. اعتنقت ويلز المسيحية تحت حكم الرومان، وتميز عصر القديسين (في الأعوام 500-700) بإنشاء مستوطنات رهبانية في جميع أنحاء البلاد من قبل الزعماء الدينيين، مثل القديس ديفيد، والقديس إلتود، والقديس تيلو.
كان أحد أسباب الانسحاب الروماني الضغط الذي طُبق على موارد الإمبراطورية العسكرية بسبب غزو القبائل البربرية من الشرق. لم تتمكن هذه القبائل -مثل قبيلة أنجل وقبيلة ساكسون التي أصبحت إنجليزيةً فيما بعد- من تحقيق تقدم في ويلز، باستثناء منطقة وادي سيفيرن وحتى مدينة لانيدلويس. ومع ذلك، احتلوا تدريجيًا شرق بريطانيا وجنوبها. في معركة تشستر في عام 616، هُزمت قوات مقاطعة باويس والممالك البريطانية الأخرى من قبل قوات مملكة نورثمبريا التي كانت تحت حكم الملك إثلفريث، وكان الملك «سيليف أب سينان Selyf ap Cynan» من بين القتلى. اقتُرح أن هذه المعركة قد فصلت في النهاية الارتباط البري بين ويلز وممالك هين أوجليد («الشمال القديم»)، خاصةً المناطق التي تتحدث باللهجة البريثونية -المعروفة الآن باسكتلندا الشمالية وإنجلترا الشمالية- مثل مملكة ريجيد، وستراتثكلايد، وإلميت، وجودودين، حيث استُخدمت أيضًا اللغة الويلزية القديمة. منذ القرن الثامن وما بعد، كانت ويلز أكبر المناطق البريثونية الثلاث المتبقية في بريطانيا، والمنطقتان الباقيتان هما هين أوجليد وكورنوال.
قُسمت ويلز إلى عدد من الممالك المنفصلة، أكبرها كانت ممكلة جوينيد في شمال غرب ويلز وباويس في الشرق. كانت مملكة جوينيد أقوى تلك الممالك في القرنين السادس والسابع تحت قيادة حكام أمثال مالغون جوينيد (توفي عام 547)، وكادوالون أب كادفان Cadwallon ap Cadfan (توفي عام 634)، اللذين قادا جيوشهما -بالتحالف مع بيندا ملك مدينة مرسيا- حتى مملكة نورثمبريا، وسيطرا عليها لفترة. بعد وفاة كادوالون في المعركة في العام التالي، تحالف  أيضًا وريثه كادافيل كادوميد أب سينفيدو Cadafael Cadomedd ap Cynfeddw مع الملك بيندا ضد مملكة نورثمبريا، ولكن بعد ذلك، شاركت مملكة جوينيد -مثل الممالك الويلزية الأخرى- بشكل رئيسي في الحروب الدفاعية ضد قوة مرسيا المتزايدة.

### نهوض جوينيد 700-1066
تعرضت مملكة باويس -باعتبارها تقع أقصى شرق الممالك الكبرى في ويلز- إلى ضغوط شديدة من قبل الإنجليز في كل من مقاطعة تشيشير وشروبشاير وهيرفوردشير. امتدت هذه المملكة في الأصل شرقًا إلى مناطق موجودة الآن في إنجلترا، وقد اختُلف على تعريف عاصمتها القديمة -بينجويرن- على أنها شروزبري الحديثة أو تقع في شمال باسشورش. خسرت باويس هذه المناطق لصالح مملكة مرسيا. قد يكون بناء المتراس (السد الترابي) المعروف باسم سد أوفا (نسبةً إلى الملك أوفا في القرن الثامن) بمثابة علامة حدودية متفق عليها.
كان أمرًا نادرًا في تلك الفترة أن يحكم البلاد كلها رجل واحد، نُسب هذا غالبًا إلى نظام الميراث الذي طُبق في ويلز. حصل جميع الأبناء على قسمة متساوية من ممتلكات والدهم (بمن فيهم الأبناء غير الشرعيين)، ما أدى إلى تقسيم المقاطعات. مع ذلك، ألزمت قوانين ويلز بتطبيق هذا النظام من التقسيم للأراضي بشكل عام، وليس على المالك، إذ يوجد استعداد مسبق لتعيين وريث للمملكة، يختاره عادة الملك. يمكن عادة اختيار أي ابن وريثًا، سواء كان الابن شرعيًا أو غير شرعي، وكثيرًا ما كان هناك مرشحون -لم يحالفهم الحظ- على استعداد دائم لتحدي الوريث المختار.
كان رودري العظيم أول من حكم جزءًا كبيرًا من ويلز، وهو ملك جويند خلال القرن التاسع، الذي كان قادرًا على تمديد حكمه إلى كل من باويس وسيريديجيون. عند وفاته، قُسمت مملكته بين أبنائه. شكل هيويل ددا (هيويل العظيم) -وهو حفيد رودري- مملكة ديهيوبارث، من خلال توحيد ممالك أصغر في الجنوب الغربي، ووسع حكمه إلى معظم مناطق ويلز بحلول عام 942. هو مرتبط تقليديًا بتدوين القانون الويلزي ضمن مجلس دعا إليه في وايتلاند، وسُميت القوانين منذ ذلك الوقت بقوانين هيويل. اتبع هيويل سياسة السلام مع الإنجليز. وعند وفاته في عام 949، استطاع أبناؤه السيطرة على ديهيوبارث، لكنهم فقدوا جيونيد لصالح السلالة التقليدية الحاكمة لهذه المملكة.
تعرضت ويلز لهجوم متزايد من قبل الفايكنغ، خاصةً الغارات الدنماركية في الفترة ما بين عامي 950 و1000. وفقًا لنسخة من كتاب تاريخ الأمراء الويلزيين، نقل الملك جودفري هارولدسون Godfrey Haroldson ألفي أسير من جزيرة أنغلزي في عام 987، وأُبلغ أن ملك جوينيد -الملك ماريدود أب أووين Maredudd ab Owain- استطاع تحرير العديد من رعاياه من العبودية من خلال دفع فدية كبيرة للدنماركيين.
كان جروفيد أب ليويلين Gruffydd ap Llywelyn الحاكم الوحيد الذي استطاع توحيد الممالك الويلزية خلال حكمه، وكان في الأصل ملكًا لجوينيد. بحلول عام 1055، كان حاكمًا تقريبًا لجميع مناطق ويلز، وضم أجزاء من إنجلترا حول الحدود. مع ذلك، استطاع الملك هارولد جودوينسون هزيمته في عام 1063، إذ قُتل من قبل رجاله، وقُسمت مقاطعاته مرة أخرى إلى الممالك التقليدية.

## العصور الوسطى العليا 1067 – 1283
في وقت غزو النورمان لإنجلترا في عام 1066، كان الحاكم المسيطر في ويلز هو بليدين أب سينفين Bleddyn ap Cynfyn، الذي كان ملكًا لكل من جوينيد وباويس. كانت النجاحات الأولى للنورمان في الجنوب، حيث غزا ويليام فيتز أوسبرن -أول إيرل «نبيل» لمدينة هيرفورد- مملكة جوينت قبل عام 1070. بحلول عام 1074، دمرت قوى إيرل بلدة شروزبري ديهيوبارث.
أدى مقتل الحاكم بليدين أب سينفين في عام 1075 إلى حرب أهلية، وأعطى النورمان فرصةً للاستيلاء على الأراضي في شمال ويلز. في عام 1081، أُغري الملك جروفود أب سينان -الذي ربح عرش جوينيد من الملك تراهييرن أب كارادوج Trahaearn ap Caradog في معركة مينيد كارن- من أجل إجراء لقاء مع إيرل تشستر وإيرل شروزبري، ثم اعتُقل وسُجن على الفور، ما أدى إلى استيلاء النورمان على معظم جوينيد. في الجنوب، تقدم الملك ويليام الفاتح إلى مقاطعة دايفد، وأنشأ القلاع، وصك العملة في مدينة القديس ديفيدز ومدينة كارديف. في عام 1093، قُتل ريس أب تيدور Rhys ap Tewdwr ملك ديهيوبارث في مملكة بريشينيونغ، واستُولي على مملكته وقُسمت بين مختلف اللوردات النورمان. بدا الفتح النورماني لويلز مكتملًا تقريبًا.